# Fergana Challenger 2009
Il Fergana Challenger 2009 è stato un torneo professionistico di tennis maschile giocato sul cemento, che faceva parte dell'ATP Challenger Tour 2009. Si è giocato a Fergana in Uzbekistan dal 18 al 23 maggio 2009.

## Partecipanti

### Teste di serie
| Nazionalità | Giocatore            | Ranking* | Testa di serie |
| ----------- | -------------------- | -------- | -------------- |
| Thailandia  | Danai Udomchoke      | 139      | 1              |
| Rep. Ceca   | Pavel Šnobel         | 174      | 2              |
| Russia      | Aleksandr Kudrjavcev | 194      | 3              |
| Ucraina     | Illja Marčenko       | 244      | 4              |
| Australia   | Samuel Groth         | 252      | 5              |
| Russia      | Konstantin Kravčuk   | 276      | 6              |
| Slovacchia  | Kamil Čapkovic       | 279      | 7              |
| Slovacchia  | Lukáš Lacko          | 280      | 8              |

- Ranking all'11 maggio 2010.

### Altri partecipanti
Giocatori che hanno ricevuto una wild card:
- Rifat Biktyakov
- Murad Inoyatov
- Sergei Shipilov
- Vaja Uzakov

Giocatori passati dalle qualificazioni:
- Evgenij Kirillov
- Purav Raja
- Artem Sitak
- Kittipong Wachiramanowong

## Campioni

### Singolare
Lukáš Lacko ha battuto in finale  Samuel Groth con il punteggio di 4–6, 7–5, 7–6(4)

### Doppio
Pavel Chekhov /  Aleksej Kedrjuk hanno battuto in finale  Pierre-Ludovic Duclos /  Aisam-ul-Haq Qureshi con il punteggio di 4–6, 6–3, [10–5]